# Фудбалска репрезентација Албаније
Фудбалска репрезентација Албаније (алб. Kombëtarja e futbollit të Shqipërisë) представља Албанију на међународним фудбалским такмичењима. Под управом је Фудбалског савеза Албаније, управног тела за фудбал у Албанији. Члан је УЕФА у Европи и ФИФА у светским такмичењима. Боје тима чине два национална симбола: двоглави орао и застава Албаније.
Од свог оснивања, Албанија је први пут освојила трофеј са великог турнира 1946. на Балканском купу. На Светском првенству у фудбалу, Албанија се квалификовала од свог уласка у ФИФА 1932. године. Двапут је стигла до групне фазе Европског првенства у фудбалу (2016. и 2024). Такмичи се у УЕФА Лиги нација од 2018. године.
По пријему у ФИФА, нашла се на 124. месту, а од тада се попела на свој највиши пласман на ранг-листи, односно на 22. место током 2015. године. Утакмице као домаћин игра на стадиону Арена Комбетаре у Тирани.

## Успеси

### Светска првенства
| Година       | Коло                  |
| ------------ | --------------------- |
| 1930 до 1962 | Није учествовала      |
| 1966 до 2022 | Није се квалификовала |
| Укупно       | 0/22                  |

### Европска првенства
| Година       | Коло                  |
| ------------ | --------------------- |
| 1960         | Није играла           |
| 1964         | Није се квалификовала |
| 1968         | Није се квалификовала |
| 1972         | Није се квалификовала |
| 1976         | Није играла           |
| 1980 до 2012 | Није се квалификовала |
| 2016         | Групна фаза           |
| 2020         | Није се квалификовала |
| 2024         | Групна фаза           |
| Укупно       | 2/17                  |

### Лига нација
| Рекорди у УЕФА Лиги нација | Рекорди у УЕФА Лиги нација | Рекорди у УЕФА Лиги нација | Рекорди у УЕФА Лиги нација | Рекорди у УЕФА Лиги нација | Рекорди у УЕФА Лиги нација | Рекорди у УЕФА Лиги нација | Рекорди у УЕФА Лиги нација | Рекорди у УЕФА Лиги нација | Рекорди у УЕФА Лиги нација | Рекорди у УЕФА Лиги нација |
| Сезона                     | Лига                       | Група                      | ИГ                         | П                          | Н                          | И                          | ГД                         | ГП                         | П/И                        | Поз.                       |
| -------------------------- | -------------------------- | -------------------------- | -------------------------- | -------------------------- | -------------------------- | -------------------------- | -------------------------- | -------------------------- | -------------------------- | -------------------------- |
| 2018/19.                   | Ц                          | 1                          | 4                          | 1                          | 0                          | 3                          | 1                          | 8                          | Same position              | 34.                        |
| 2020/21.                   | Ц                          | 4                          | 6                          | 3                          | 2                          | 1                          | 8                          | 4                          | Раст                       | 35.                        |
| 2022/23.                   | Б                          | 2                          | 4                          | 0                          | 2                          | 2                          | 4                          | 6                          | Same position              | 27.                        |
| Укупно                     | Укупно                     | Укупно                     | 14                         | 4                          | 4                          | 6                          | 13                         | 18                         |                            |                            |

### Пријатељске утакмице
| Француска   | 1:1    | Албанија   |
| ----------- | ------ | ---------- |
| Гризман 73’ | Детаљи | Маврај 40’ |

| Италија   | 1:0    | Албанија |
| --------- | ------ | -------- |
| Окака 82’ | Детаљи |          |

## Рекорди
Ажурирано 24. јануар 2024.

### Највише наступа
| Бр. | Играч         | Наступи | Период    |
| --- | ------------- | ------- | --------- |
| 1   | Љорик Цана    | 93      | 2003—2016 |
| 2   | Ељсеид Хисај  | 82      | 2013—     |
| 3   | Етрит Бериша  | 80      | 2012—     |
| 4   | Аљтин Љаља    | 79      | 1998—2011 |
| 5   | Кљодијан Дуро | 77      | 2001—2011 |
| 6   | Ерјон Богдани | 75      | 1996—2013 |
| 6   | Ервин Скеља   | 75      | 2000—2011 |
| 8   | Анси Аголи    | 73      | 2005—2017 |
| 8   | Фото Стракоша | 73      | 1990—2004 |
| 10  | Одисе Роши    | 71      | 2011—     |

### Најбољи стрелци
| Бр. | Играч          | Голови | Период    |
| --- | -------------- | ------ | --------- |
| 1   | Ерјон Богдани  | 18     | 1996—2013 |
| 2   | Аљбан Буши     | 14     | 1995—2007 |
| 3   | Сокољ Цикалеши | 13     | 2014—     |
| 3   | Ервин Скеља    | 13     | 2000—2011 |
| 5   | Армандо Садику | 12     | 2012—     |